# Mohammad Ali Szah Kadżar
Mohammad Ali Szah (ur. 21 czerwca 1872, zm. 5 kwietnia 1925 w San Remo) – szach Persji z dynastii Kadżarów od 8 stycznia 1907 do 16 lipca 1909 roku. 

## Życiorys
Wstąpił na tron po śmierci swojego ojca Mozaffar ad-Din Szaha. Jako przeciwnik konstytucji przyjętej za rządów ojca, zniósł ją w roku 1907, jako sprzeczną z prawem islamskim, oraz rozwiązał parlament. Abdykował dwa lata później w wyniku rewolucji wywołanej przez zwolenników konstytucji i udał się na emigrację do Odessy. W roku 1911 wylądował pod Astarabadem z zamiarem odzyskania tronu, jednak jego siły zostały pokonane, a sam Mohammad Ali Szah zmuszony do ucieczki do Konstantynopola. Jego następcą został syn – Ahmad Szah.

## Odznaczenia
M.in.:
- Order Najświętszy I kl. (Persja)
- Order Portretu Władcy I kl. (Persja)
- Order Lwa i Słońca I kl. (wojskowy, Persja)
- Order Korony I kl. (Persja)

- Order Świętego Andrzeja Apostoła z brylantami (1905, Rosja)
- Order Świętego Aleksandra Newskiego z brylantami (1905, Rosja)
- Order Orła Białego z brylantami (1905, Rosja)
- Order Świętej Anny I kl. z brylantami (1905, Rosja)
- Order Świętego Stanisława I kl. z brylantami (1905, Rosja)

- Order Domowy Osmanów (1895, Turcja)
- Order Imtiyaz (Turcja)
- Złoty Medal Imtiyaz (Turcja)
- Złoty Medal Liakat (Turcja)
- Medal Orderu Sławy (Turcja)

- Order Legii Honorowej I kl. z brylantami (1907, Francja)
- Order Leopolda I kl. wojskowy (1900, Austro-Węgry)
- Order Leopolda I kl. z mieczami i brylantami (Belgia)